# ココナッツジャパンエンターテイメント
株式会社ココナッツジャパンエンターテイメント（Coconuts Japan Entertainment Co., Ltd.）は、かつて存在した日本のテレビゲーム制作会社である。本社は東京都渋谷区にあった。パチンコゲーム「パチ夫くん」は同社の看板であったほか、花札・パチスロ・スポーツゲームの制作が多かった。また、海外製のゲームのローカライズも行っていた。
しかし、パチンコ（パチ夫くん）関連のゲーム以外のソフトの売れ行きは芳しくなく、業績悪化から2000年にゲーム事業から撤退。その後はゲームの版権管理を行っていたものの業績悪化に歯止めがかからず、2002年に倒産した。

## ゲームソフト
- パチ夫くんシリーズ
- 元祖パチスロ日本一
- 舛添要一 朝までファミコン
- 中野浩一監修 競輪王
- 花札王
- 爆笑!愛の劇場
- 愛しあう事しかできない
- ゲームパーティー
- わくわくボウリング
- ポケット電車シリーズ
- プロ野球熱闘ぱずるスタジアム
- I LOVE ソフトボール
- それ行け!アミーダくん
- 1999 〜ほれ、みたことか!世紀末〜
- スーパーカジノスペシャル (Super Caesars Palace)
- パチンコウォーズシリーズ
- F1チーム運営シミュレーションシリーズ F-1 ヒーローMD (F-1 Hero MD)
- エンジェルグラフィティ ～あなたへのプロフィール～
- パチスロアドベンチャー (Pachi-Slot Adventure (series))

移植作品
- 卒業写真/美姫 - 原作はカクテル・ソフト

海外ローカライズ
- バーチャル・ウォーズ
- サイバーウォー
- デッドリースカイ
- ポエド
- ジョニー・バズーカ
- ブレインデッド13
- ワールドカップゴルフ イン・ハイアット ドラドビーチ
- ワールドサッカー
- インパクトレーシング
- ファイティングベースボール (MLBPA Baseball)
- 激突!四駆バトル（英語版）
- フィジェッツ
- スーパーSWIV
- Wipeout 64（発売キャンセル）
- Full Power (フル・パワー) (Full Throttle: All-American Racing)